# Heart Shaped Waterfall

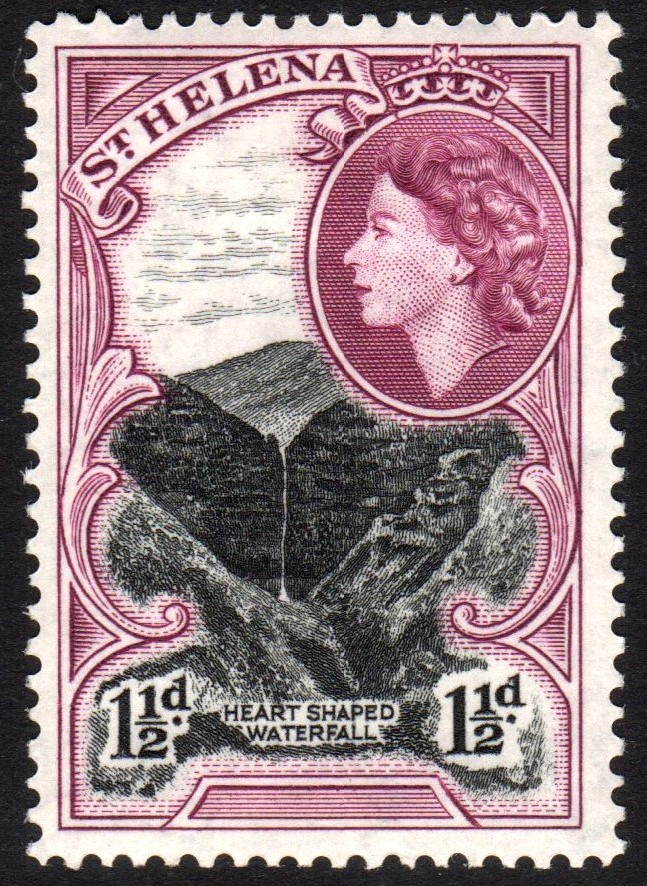
Briefmarke von 1953

Der Heart Shaped Waterfall, auch Heart-shaped oder Heart-Shaped geschrieben, ist ein Wasserfall auf der im Südatlantik gelegenen Insel St. Helena. Er liegt im Distrikt St. Paul’s am Francis Plain Gut, der vom Diana’s Peak nach Norden fließt und später einen der Quellflüsse des Run bildet, der bei der Hauptstadt Jamestown ins Meer mündet. Die stärkste Wasserführung weist er im Winter und zu Beginn des Frühjahrs auf, im Sommer fällt er regelmäßig trocken. Im Nordwesten liegen der High Knoll, im Südosten die Francis Plain. Er gilt als eine der Hauptsehenswürdigkeiten der Insel und zählt zu den 2008 erstmals gewählten Sieben Wundern von St. Helena. Die Postverwaltung der Insel zeigte ihn 1953 auf einer Briefmarke.
Der Name bedeutet Herzförmiger Wasserfall. Er rührt daher, dass er und das umgebende Gestein von unten gesehen das Bild eines Herzens vermitteln. Als solcher ist der Wasserfall vermutlich seit dem Ende des 19. Jahrhunderts bekannt, sicher aus einem heimatkundlichen Werk von Emily Louise Jackson aus dem Jahre 1905. Ältere Bezeichnungen sind The Cascade und The Big Waterfall.
Der Wasserfall und die unmittelbare Umgebung sind mit einer Fläche von 0,43 Quadratkilometern als Schutzgebiet der Kategorie III und somit als Naturdenkmal ausgewiesen. Die Klippen stellen die aberodierte Kante eines zwischen 9 und 10 Millionen Jahren basaltischen Lavastromes dar, der von einem im Südwesten gelegenen Vulkan stammt. Hier finden sich mehrere selten gewordene und in ihrem Bestand gefährdete einheimische Pflanzen: der Wegerich Saint Helena Plantain (Plantago robusta), das zu den Astereaen zählende Bastard Gumwood (Commidendrum rotundifolium) und das Kreuzdorngewächs Saint Helena Rosemary (Phylica polifolia). Außerdem sind das Liebesgras Hair Grass (Eragrostis episcopulus) sowie das Sauergras Tufted Sedge (Bulbostylis neglecta) anzutreffen. Seitens der Fauna erwähnenswert sind beobachtete Vorkommen von Fairy Terns (Gygis alba) und Moorhen (Gallinula chloropus).
Das Gelände, auf dem sich der Wasserfall befindet, gehörte bis 2001 dem Telekommunikationsunternehmen Cable & Wireless, dann wurde es vom französischen Gesandten Michel Dancoisne-Martineau erworben, der es 2007 dem St. Helena National Trust überließ.

Ab 2008 wurden zur Verbesserung der Erreichbarkeit für Einheimische und Touristen unterhalb des Wasserfalls eine Aussichtsplattform errichtet sowie ein dorthin führender Wanderweg nebst zwei Brücken über den Bach erstellt, deren Einweihung im Dezember 2010 stattfand. Der Weg zweigt von der Barnes Road ab, die zwischen 1847 und 1849 errichtet wurde. Sie sollte, parallel zum Wasserfall, eine direkte Verbindung zwischen der Inselhauptstadt Jamestown und der Francis Plain schaffen, erwies sich aber für den Fahrzeugverkehr als zu steil. Sie verfiel daher in der Folgezeit zunehmend und diente schließlich nur noch dem Fußgängerverkehr.